# Micro-région de Tiszavasvári
La micro-région de Tiszavasvári (en hongrois : tiszavasvári kistérség) est une micro-région statistique hongroise rassemblant plusieurs localités autour de Tiszavasvári.